# Баталов Салих Вазихович
Баталов Салих Вазихович — (Салих Батта́л, Салихзян Батта́л; тат. Салихҗан Вазыйх улы Батталов; 5 серпня 1905, с. Великі Тігани, Казанська губернія, нині Олексіївський р-н, Татарстан, Росія — 12 березня 1995, Казань, Росія) — татарський письменник.
Член КПРС з 1927. Закінчив Оренбурзьку льотну школу у 1929 році. Був пілотом-випробувачем. Автор поетичних збірок, поем і повістей.
Переклав поему Тараса Шевченка «Гайдамаки», яку вміщено в татарському виданні «Кобзаря» (Казань, 1953).
Відоме висловлювання Салиха Баттала про гімн Радянського Союзу (рос. «Союз нерушимый республик свободных сплотила навеки великая Русь»). «Хіба це не та Русь, — ущипливо запитує Баттал, — яку Ленін справедливо називав „в'язницею народів“?»
У 1933—1935 роках військовий льотчик-випробувач Спеціального конструкторського бюро при Науково-дослідному інституті ВПС СРСР, на часі війни з Японією служив військовим льотчиком.